# Charlotte Cooperová
Charlotte Reinagle Cooperová (22. září 1870, Ealing, Middlesex, Anglie – 10. října 1966, Helensburgh, Skotsko) byla anglická tenistka, členka tenisového oddílu Ealing Lawn Tennis Club, šestinásobná poražená finalistka a pětinásobná vítězka dvouhry ve Wimbledonu. Historicky první olympijská vítězka ve dvouhře žen a smíšené čtyřhře.

## Tenisová kariéra
Pro svou výšku, hubenou a elegantní postavu získala přezdívku „Chattie“. Na Letních olympijských hrách 1900 v Paříži, kterých se poprvé zúčastnily ženy, získala zlatou medaili ve dvouhře. Další olympijské vítězství na stejných hrách přidala ve smíšené čtyřhře spolu s krajanem Reginaldem Dohertym.
12. ledna 1901 se provdala za tenistu Alfreda Sterryho. Daný rok získala svůj čtvrtý wimbledonský titul v singlu. Poté opustila sportovní kariéru a věnovala se rodině. K závodnímu tenisu se však vrátila a v roce 1908 triumfovala ve Wimbledonu popáté. V den vítězství jí bylo 37 let a 282 dní a do současnosti je nejstarší vítězkou ženské dvouhry turnaje. V roce 1912, kdy jí bylo 41 let, stále patřila mezi nejlepší hráčky světa, což potvrdila svým posledním jedenáctým finálovým zápasem na nejslavnějším turnaji světa.
V závodním tenise zůstala aktivní i v páté dekádě života. Její manžel se stal prezidentem Anglického tenisového svazu a dcera Gwen reprezentovala Velkou Británii v tenisové soutěži Wightman Cup.
Zemřela v 96 letech ve skotském Helensburghu.

## Finálová utkání na Grand Slamu

### Vítězství (5)
| Rok  | Turnaj        | Finalistka                    | Výsledek |
| 1895 | Wimbledon (1) | Helen Jacksonová Atkinsová    | 7–5, 8–6 |
| 1896 | Wimbledon (2) | Alice Simpsonová Pickeringová | 6–2, 6–3 |
| 1898 | Wimbledon (3) | Louise Martinová              | 6–4, 6–4 |
| 1901 | Wimbledon (4) | Blanche Bingleyová            | 6–2, 6–2 |
| 1908 | Wimbledon (5) | Agnes Mortonová               | 6–4, 6–4 |

### Finalistka (6)
| Rok  | Turnaj    | Vítězka                         | Výsledek      |
| 1897 | Wimbledon | Blanche Bingleyová Hillyardová  | 5–7, 7–5, 6–2 |
| 1899 | Wimbledon | Blanche Bingleyová Hillyardová  | 6–2, 6–3      |
| 1900 | Wimbledon | Blanche Bingleyová Hillyardová  | 4–6, 6–4, 6–4 |
| 1902 | Wimbledon | Muriel Robbová                  | 7–5, 6–1      |
| 1904 | Wimbledon | Dorothea Lambertová Chambersová | 6–0, 6–3      |
| 1912 | Wimbledon | Ethel Thomsonová Larcombeová    | 6–3, 6-1      |